# Peter Malkin

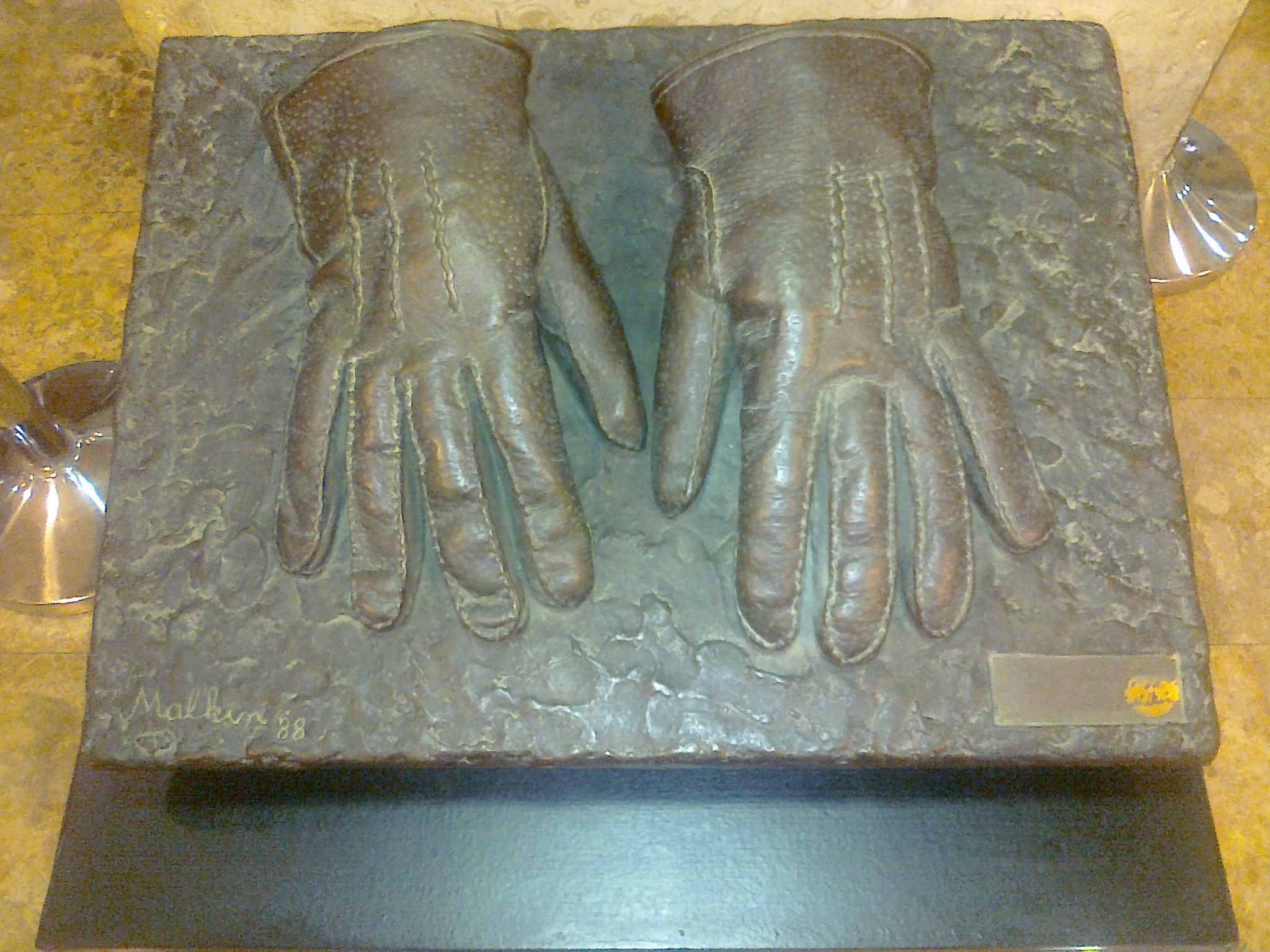

Peter Zvi Malkin (hebr. פיטר צבי מלחין; pol. Cywka Małchin, ur. 27 maja 1927 w Żółkiewce, zm. 1 marca 2005) – izraelski agent służb specjalnych, funkcjonariusz Mosadu. Był częścią zespołu, który schwytał Adolfa Eichmanna w 1960 roku w Argentynie i przewiózł go do Izraela, aby tu stanął przed sądem. 

## Życiorys
Peter Zvi Malchin urodził się 27 maja 1927 roku w Żółkiewce w województwie lubelskim, w rodzinie żydowskiej. 
W 1936 roku jego rodzina udała się do Palestyny, aby uciec przed narastającą falą antysemityzmu. Jego siostra Fruma i jej troje dzieci, które pozostały z 150 innymi krewnymi, zostali zamordowani podczas Holokaustu. W wieku 12 lat Malkin został zwerbowany do Hagany jako ekspert od materiałów wybuchowych. Był także ekspertem w sztukach walki i stosowania przebrań.

## Kariera
Malkin spędził 27 lat w Mosadzie, najpierw jako agent, a później jako szef operacji. Jako szef operacyjny odegrał ważną rolę w pojmaniu w marcu 1961 Israela Beera, sowieckiego szpiega, który przeniknął do najwyższych szczebli izraelskiego rządu. Prowadził również operację przeciwko nazistowskim naukowcom zajmującym się bronią jądrową, którzy pomagali egipskiemu programowi rozwoju tej broni po II wojnie światowej.
Najsłynniejsza misja Malkina miała miejsce 11 maja 1960 roku, kiedy wraz z grupą agentów Mosadu kierowaną przez Rafiego Eitana schwytali Adolfa Eichmanna, który mieszkał i ukrywał się w Argentynie. Odgrywał on kluczową rolę w organizowaniu eksterminacji Żydów podczas II wojny światowej. Un momentito, señor (Chwileczkę, proszę pana) to słowa, które wypowiedział po hiszpańsku, zbliżając się do Eichmanna. Eichmann coś podejrzewał i obawiając się o swoje życie, zaczął uciekać, ale kilku agentów Malkina zablokowało drogę ucieczki. Następnie Malkin złapał go za szyję, powalił na ziemię i zaprowadził do samochodu, który zabrał ich do domu pod Buenos Aires.
W 1989 roku izraelska gazeta „Ma’ariw” nazwała go „jedną z największych postaci w historii Mosadu”. Izraelski dziennikarz Uri Dan nazwał go „niezwykłym tajnym wojownikiem”.

## Dalsze życie
Po przejściu na emeryturę w 1976 roku poświęcił się malarstwu, którego używał jako przykrywkę podczas swoich lat w Mossadzie. Jego obrazy od lat 60. aż do śmierci zdobyły międzynarodowe uznanie w Londynie, Paryżu, Brukseli i Izraelu. 
Jest także autorem książek i pełnił funkcję prywatnego międzynarodowego konsultanta w zakresie metod antyterrorystycznych. 
Film The Man Who Captured Eichmann (1996) z Robertem Duvallem w roli Adolfa Eichmanna powstał na podstawie jego książki Eichmann in My Hands. W postać Petera Malkina Wcielił się również Oscar Isaac w filmie Ostateczna operacja z 2018 roku (z Benem Kingsleyem w roli Eichmanna).

## Ostatnie lata
Swoje ostatnie lata spędził w Nowym Jorku z żoną i rodziną. Zmarł 1 marca 2005 r.